# Saul Teukolsky

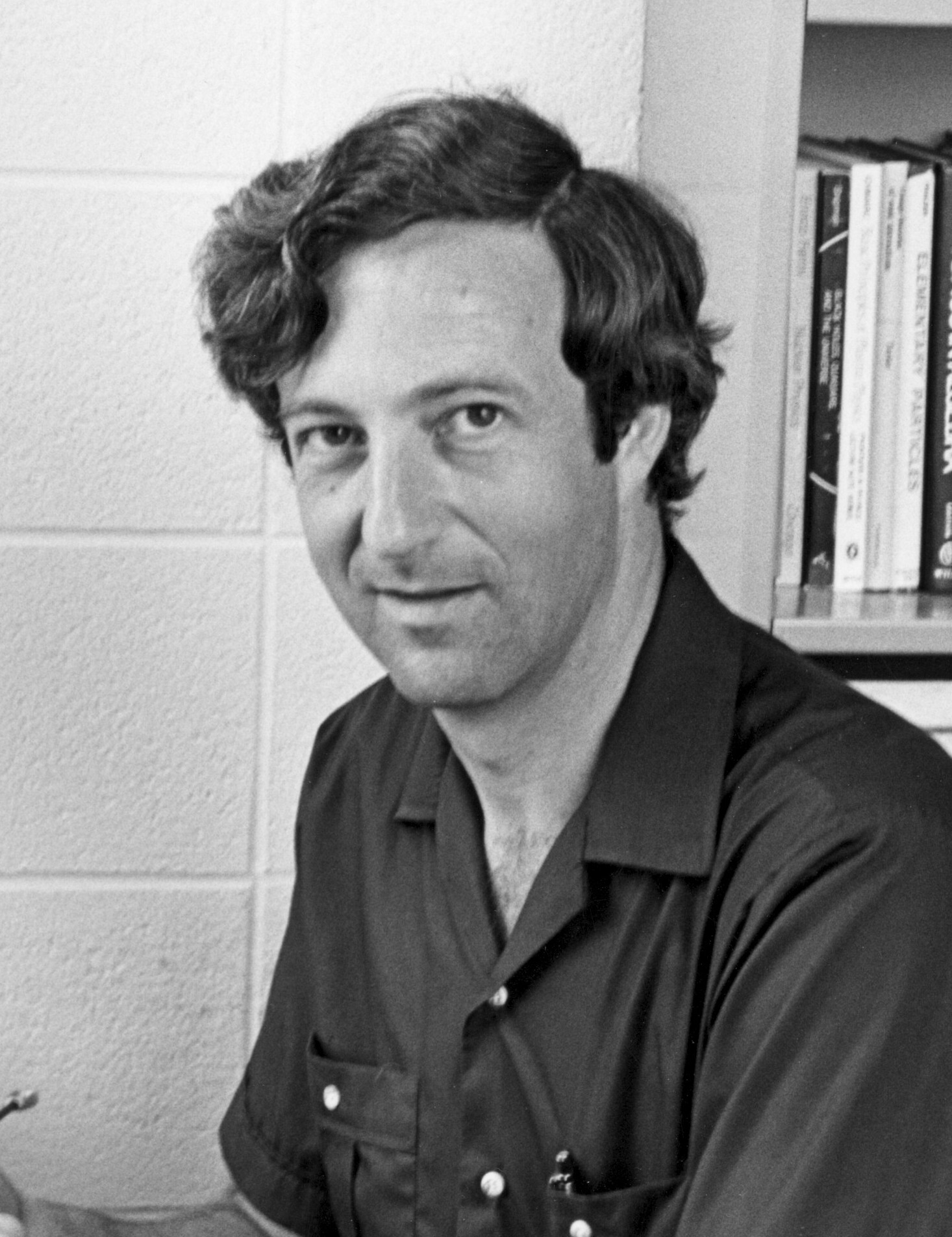
Saul Teukolsky (1975).

Saul Arno Teukolsky (* 2. August 1947 in Johannesburg) ist ein südafrikanisch-US-amerikanischer Physiker, der sich mit Astrophysik beschäftigt.

## Werdegang
Teukolsky studierte an der Witwatersrand-Universität (Bachelor 1970) und promovierte 1973 am Caltech bei Kip Thorne. Danach war er Richard Chace Tolman Research Fellow am Caltech. Ab 1974 war er Assistant Professor, 1977 Associate Professor und ab 1983 Professor an der Cornell University, ab 1999 als Hans A. Bethe Professor of Physics and Astrophysics. Ab 2007 war er dort Vorsitzender der Physik-Fakultät.
Teukolsky befasste sich mit numerischer Allgemeiner Relativitätstheorie auf Supercomputern, wo er einer der Pioniere war. Heute arbeitet seine Gruppe an entsprechenden Rechnungen, um Signale für Gravitationswellendetektoren wie LIGO zu identifizieren.
Er ist Koautor eines bekannten Buches über Algorithmen im wissenschaftlichen Rechnen (Numerical Recipes). Die Bücher erscheinen parallel mit Codes für verschiedene Programmiersprachen (Numerical Recipes in C, C++, Fortran, Pascal und auch ein Band über Parallel-Codes in Fortran 90).
1975 erhielt ein Forschungsstipendium der Alfred P. Sloan Foundation (Sloan Research Fellowship). 1994 wurde er Fellow der American Physical Society. Seit 1996 ist er Mitglied der American Academy of Arts and Sciences, seit 2003 Mitglied der National Academy of Sciences. Für 2021 wurden Teukolsky der Einstein-Preis und die Dirac-Medaille des ICTP zugesprochen.

## Schriften
- Alan Lightman, William H. Press, Teukolsky: Problem book in relativity and gravitation. Princeton University Press, 1975.
- William H. Press, Teukolsky, William Vetterling, Brian Flannery: Numerical Recipes: The Art of Scientific Computing. Cambridge University Press, 2007 (3. Auflage).